# Sunny Day Saturday
Sunny Day Saturday（サニーデーサタデー）はかつて放送されていたNACK5の番組。2012年10月に11年半の長きにわたって続いていたEXCITING SATURDAY (NACK5)の終了をうけスタート。仁井聡子がパーソナリティを務める。

## 放送時間
- 毎週土曜日 7:00 - 11:55

## コーナー
- 彩の国トレたてMorning 他

## その他
- Fresh Up 9